# Europejski Komisarz ds. demokracji, sprawiedliwości, praworządności i ochrony konsumentów

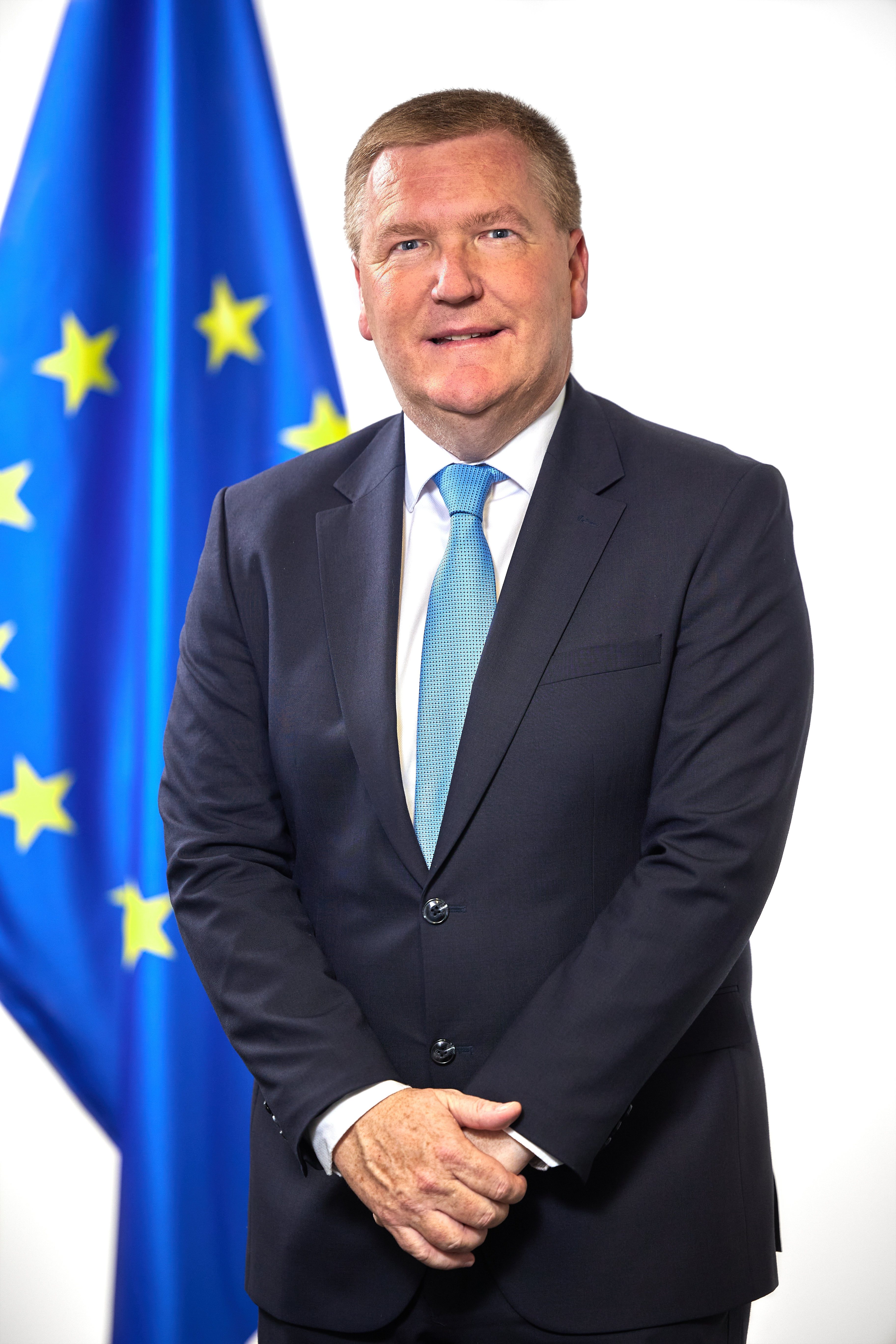
Europejski Komisarz ds. demokracji, sprawiedliwości, praworządności i ochrony konsumentów – Michael McGrath

Europejski Komisarz ds. demokracji, sprawiedliwości, praworządności i ochrony konsumentów – członek Komisji Europejskiej. Odpowiada za kluczowe obszary funkcjonowania Unii Europejskiej, które mają bezpośredni wpływ na życie obywateli i przedsiębiorstw. Jego zadaniem jest ochrona i promocja wartości demokratycznych, zapewnienie przestrzegania zasad praworządności w państwach członkowskich oraz wspieranie sprawiedliwego, skutecznego i nowoczesnego wymiaru sprawiedliwości. Komisarz odpowiada również za rozwój i egzekwowanie praw konsumentów, dostosowanych do wyzwań gospodarki cyfrowej i transgranicznego handlu, przy jednoczesnym dbaniu o wysokie standardy ochrony. Obecnym komisarzem jest Michael McGrath.

## Powstanie stanowiska
Stanowisko zostało utworzone w celu wzmocnienia podstawowych wartości Unii Europejskiej, takich jak demokracja, praworządność i prawa obywatelskie. Jego powołanie jest odpowiedzią na potrzebę skutecznego przeciwdziałania zagrożeniom dla demokracji, takim jak manipulacje informacyjne i ingerencje zewnętrzne, a także na konieczność ochrony niezależności wymiaru sprawiedliwości i zwalczania korupcji w państwach członkowskich. Odzwierciedla priorytety Unii w zakresie budowania zaufania obywateli do instytucji europejskich, wspierania sprawiedliwego funkcjonowania jednolitego rynku oraz dostosowania przepisów konsumenckich do zmieniającej się rzeczywistości cyfrowej. Komisarz ma za zadanie promowanie i obronę wspólnych wartości europejskich oraz zapewnienie, że prawa konsumentów i przedsiębiorstw są skutecznie chronione w całej Unii.

## Zakres obowiązków
Europejski Komisarz ds. demokracji, sprawiedliwości, praworządności i ochrony konsumentów odpowiada za:
- opracowanie i wdrożenie Europejskiej Tarczy Demokracji w celu przeciwdziałania poważnym zagrożeniom dla demokracji w UE oraz kontynuacja działań zawartych w Europejskim Planie Działania na rzecz Demokracji i Pakiecie Obrony Demokracji. Współpraca z innymi Komisarzami w zakresie zwalczania manipulacji informacją, ochrony integralności wyborów i wspierania wolności mediów,
- konsolidacja sprawozdania o stanie praworządności, ze szczególnym uwzględnieniem niezależności sądów, przeciwdziałania korupcji i wolności mediów. Monitorowanie i promowanie wdrażania zaleceń w państwach członkowskich oraz wspieranie działań w ramach mechanizmu art. 7,
- rozwój EU-wide legal status ułatwiającego działalność innowacyjnych firm oraz propozycja jednolitego europejskiego reżimu prawnego dla przedsiębiorstw. Aktualizacja agendy konsumenckiej na lata 2025-2030, z uwzględnieniem ochrony konsumentów w kontekście transformacji cyfrowej. Przygotowanie i wdrożenie Aktu o Sprawiedliwości Cyfrowej,
- tworzenie polityk chroniących konsumentów przed nieetycznymi praktykami w handlu cyfrowym, rozwój strategii bezpieczeństwa produktów oraz wzmocnienie egzekwowania RODO, uwzględniając wyzwania związane z transformacją cyfrową,
- koordynacja działań w zakresie praworządności z Radą Europy oraz doprowadzenie do zakończenia procesu przystąpienia UE do Europejskiej Konwencji Praw Człowieka,
- promowanie kultury praworządności poprzez kampanie edukacyjne i informacyjne. Organizacja dialogów obywatelskich i współpraca z organizacjami społeczeństwa obywatelskiego na rzecz wzmacniania wartości demokratycznych i ochrony praw człowieka.

## Lista komisarzy
|   | Komisarz         | Lata      | Komisja          |
| - | ---------------- | --------- | ---------------- |
| 1 | Anita Gradin     | 1995–1999 | Santer           |
| 2 | António Vitorino | 1999–2004 | Prodi            |
| 3 | Franco Frattini  | 2004–2008 | Barroso I        |
| 4 | Jacques Barrot   | 2008–2010 | Barroso I        |
| 5 | Viviane Reding   | 2010–2014 | Barroso II       |
| 6 | Věra Jourová     | 2014–2019 | Juncker          |
| 7 | Didier Reynders  | 2019–2024 | von der Leyen I  |
| 8 | Michael McGrath  | od 2024   | von der Leyen II |